# إبراهام سينيور
إبراهام سينيور (بالإسبانية: Abraham Senior)‏ هو حاخام إسباني، ولد في 1412 في شقوبية في إسبانيا، وتوفي في 1493 في إسبانيا.